# Annali di bambù
Gli Annali di bambù (竹書紀年T, Zhúshū JìniánP) sono una cronaca dell'antica Cina. La narrazione inizia in tempi leggendari (l'Imperatore Giallo) e si estende fino al Periodo dei regni combattenti (dal 453 a.C. al 221 a.C.), trattando in particolare la storia del primo stato Wei. L'opera è suddivisa in 13 sezioni.
Il testo originale fu sepolto con il re Xiang di Wei (morto nel 296 a.C.) e scoperto nel 281 d.C. Per questa ragione, la cronaca sopravvisse alla distruzione dei libri ordinata dall'Imperatore Shi Huandi sotto la dinastia Qin.
Gli Annali di bambù sono uno dei tre più importanti testi antichi riguardanti le origini della Cina, insieme al precedente Zuo Zhuan e al successivo Shiji. Tuttavia, l'autenticità della versione attuale è stata contestata.